# Baltimore Bullets (original)

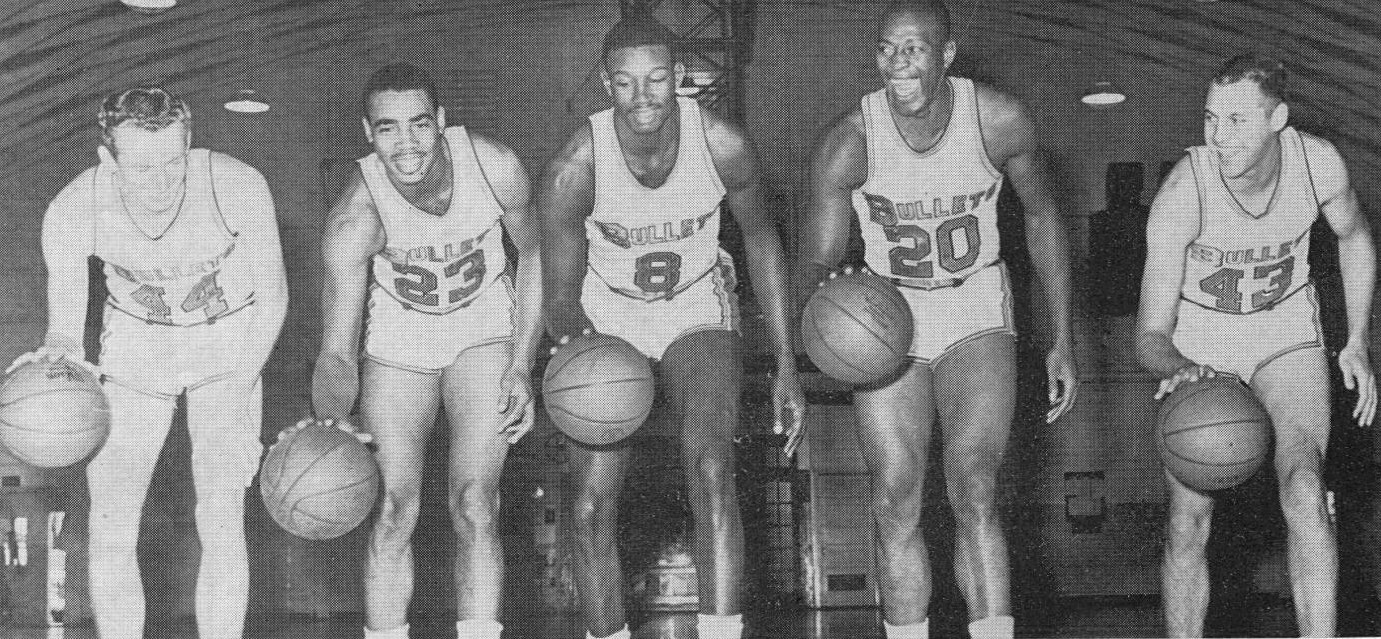
Integrantes de los Baltimore Bullets en la temporada 1963-64. De izquierda a derecha: Rod Thorn, Charles Hardnett, Walt Bellamy, Gus Johnson y Terry Dischinger

Este artículo es sobre el equipo original de Baltimore Bullets, que compitió en diferentes ligas entre 1947 y 1954. Para el equipo de 1963-1973, véase Washington Wizards.
Baltimore Bullets fue un equipo de la ABL (1944-47), de la BAA (1947-49), y de la NBA (1949-55) con sede en Baltimore, Maryland. 
Ganó el campeonato de 1948 (por entonces de la BAA) y en 1946 de la ABL.

## Trayectoria
Nota: G: Partidos ganados P:Partidos perdidos 
| Temporada               | Liga                    | G/P - Posición          | División                | Play-offs                        |                         |
| Baltimore Bullets (BAA) | Baltimore Bullets (BAA) | Baltimore Bullets (BAA) | Baltimore Bullets (BAA) | Baltimore Bullets (BAA)          | Baltimore Bullets (BAA) |
| ----------------------- | ----------------------- | ----------------------- | ----------------------- | -------------------------------- | ----------------------- |
| 1947-48                 | BAA                     | 28-20 2º                | División Oeste          | Gana Finales de la BAA           |                         |
| 1948-49                 | BAA                     | 29-31 3º                | División Este           | Pierde semifinales del Este      |                         |
| 1949-50                 | NBA                     | 25-43 5º                | División Este           |                                  |                         |
| 1950-51                 | NBA                     | 24-42 5º                | División Este           |                                  |                         |
| 1951-52                 | NBA                     | 20-46 5º                | División Este           |                                  |                         |
| 1952-53                 | NBA                     | 16-54 4º                | División Este           | Pierde semifinales del Este      |                         |
| 1953-54                 | NBA                     | 16-56 5º                | División Este           |                                  |                         |
| 1954-55                 | NBA                     | 3-11                    | División Este           | Desapareció durante la temporada |                         |

## Jugadores destacados

### Miembros delBasketball Hall of Fame
- Buddy Jeannette
- Clair Bee (entrenador, 1952-54)